# الشلاش (رماح)
الشلاش، هي قرية من فئة (ب) تقع في محافظة رماح، والتابعة لمنطقة الرياض في السعودية. وتبعد الشلاش عن محافظة رماح بمسافة تقارب () كم.